# Dolhești (okręg Neamț)
Dolhești – wieś w Rumunii, w okręgu Neamț, w gminie Pipirig. W 2011 roku liczyła 1419 mieszkańców.